# 라인게임즈
라인게임즈(LINE Games Corporation)는 라인주식회사의 관계사이자 대한민국의 게임 회사이다.

## 개요
라인게임즈의 전신인 넥스트플로어는 2012년 10월 설립돼 자체 개발 모바일 게임 《드래곤 플라이트》의 대성공을 기반으로 《엘브리사》, 《크리스탈하츠》, 《프렌즈런》, 《데스티니 차일드》 등의 모바일 게임을 출시하며 대한민국의 주요 게임사로 성장하였다.
이어 2018년 8월, 넥스트플로어가 라인의 자회사인 라인게임즈를 인수합병 하면서 그 사명도 도입하여, 2018년 8월 게임 개발 및 배급을 전문으로 하는 라인게임즈 통합법인으로 출범했다.
2016년 11월, ESA(구 소프트맥스)로부터 《창세기전》 시리즈의 IP를 인수하였고, 《창세기전》 콘텐츠를 활용해 자사 게임과 콜라보 및 시리즈 리메이크를 진행하였다. 2020년 6월, 《창세기전》 시리즈 인기작이었던 《창세기전 II》의 리메이크작인 《창세기전: 회색의 잔영》 프로모션 영상을 공개하며 본격적으로 개발에 착수하였다.
라인게임즈는 지난 2022년 핵앤슬래시 《언디셈버》와 오픈월드 MMORPG 《대항해시대 오리진》을 출시하며 PC와 모바일 멀티 플랫폼 타이틀을 선보였으며, 2024년 1월에는 자체 IP 《창세기전》의 스토리를 기반한 모바일 SRPG 《창세기전 모바일: 아수라 프로젝트》를 출시해 서비스를 진행하고 있다.
이 밖에도 2025년 라인게임즈는 PC 패키지 타이틀 《엠버 앤 블레이드》를 공개하고, 2025년 하반기 스팀(Steam)을 통한 시연 버전  공개 및 2026년 스팀 정식 출시 계획을 밝혔다. 뒤이어 모바일 매치3 퍼즐 《헬로키티 프렌즈 매치》의 사전 예약 및 필리핀, 캐나다 소프트론칭을 실시, 해당 게임을 2025년 5월 정식 출시했다.